# Ernen
Ernen (en francés Aragnon) es una comuna suiza del cantón del Valais, situada en el distrito de Goms. Limita al norte con las comunas de Bellwald, Niederwald y Blitzingen, al noreste con Grafschaft y Reckingen-Gluringen, al sureste con Binn, al sur con Grengiols, y al oeste con Lax y Fiesch.
La comuna es el resultado de la unión en 2005 de las comunas de Ausserbinn, Ernen, Mühlebach y Steinhaus.